# Van der Feltz

Van der Feltz is een oorspronkelijk Luxemburgs geslacht waarvan leden sinds 1867 tot de Nederlandse adel behoren.

## Geschiedenis
De stamvader van het geslacht is Jan, heer van Feltz, ridder, uit Luxemburg, die vermeld wordt in 1368 en 1372. Een van zijn nazaten kwam als militair naar Nederland in de 17de eeuw. De Luxemburgse tak is, in tegenstelling tot de Nederlandse tak, uitgestorven.

## Enkele telgen
- Gustaaf Willem van der Feltz (1793-1870), burgemeester van Gameren 1816-1817 en Epe 1819-1852
- Warmold Albertinus van der Feltz (1824-1910), burgemeester van Assen 1856-1878
- Jacobus van der Feltz (1825-1904), burgemeester van Voorst 1872-1887
- Gustaaf Willem Adolph Wolf van der Feltz (1852-1910), burgemeester van Dodewaard 1879-1881 en Elst 1882-ovl.
- Gustaaf Willem van der Feltz (1853-1928), Eerste Kamerlid
- Arend Anne van der Feltz (1862-1940), jurist
- Albertus Constant van der Feltz (1871-1952), burgemeester van Voorst 1907-1932
- Willem François Ewoud van der Feltz (1882-1967), Eerste en Tweede Kamerlid
- Gustaaf Willem Jacobus van der Feltz (1904-1989), burgemeester van Zuidlaren 1934-1936 en Voorst 1937-1969
- Johanna Cornelia barones van der Feltz (1933-2020), arts; trouwde in 1980 met prof. mr. Maarten Bos (1916-2004), hoogleraar volkenrecht
- Willem Frans Ewoud baron van der Feltz (1940-2013), burgemeester